# Rodin
Rodin je priimek več oseb:
- Aleksej Grigorevič Rodin, sovjetski general
- Georgij Semjonovič Rodin, sovjetski general
- Auguste Rodin, francoski kipar